# Дева (созвездие)
Де́ва (лат. Virgo, араб. العذراء‎, произносится как «Аль-Адра») — экваториальное зодиакальное созвездие, лежащее между Львом и Весами. В созвездии Девы в Новейшее время расположена точка осеннего равноденствия.
Самая яркая звезда — Спика (α Девы), что на латинском значит «колос», — массивная спектральная двойная 0,98 звёздной величины. Звезда Поррима (γ Девы), что значит «богиня пророчеств», — одна из ближайших к нам двойных звёзд (расстояние 32 св. года) с очень вытянутой орбитой и периодом 171 год. Блеск каждого из её компонентов 3,45 звёздной величины, а вместе 2,7; максимальное расстояние между ними было в 1929 году около 6″, но к 2007 году оно уменьшилось до 0,5″ и звезда стала видна как одиночная.
Правый верхний район созвездия Девы (к северо-западу от линии, образованной звёздами ε, δ и γ) представляет исключительный интерес для специалистов, занимающихся внегалактической астрономией. Здесь на сравнительно небольшом участке неба сосредоточено не менее двух с половиной тысяч далёких галактик. Это поле, усеянное звёздными системами, выходит за пределы созвездия Девы и простирается выше в область созвездия Волосы Вероники (когда-то оно считалось частью созвездия Девы). Это огромное облако галактик находится настолько далеко, что свет от него доходит до Земли лишь за 1,3 миллиарда лет. Рассматривая эту область неба, мы получаем возможность заглянуть в отдалённое прошлое Вселенной.
На расстоянии около 59 млн световых лет находится скопление галактик Девы, содержащее не менее 1500 членов, среди которых эллиптические галактики М 49, М 59, М 60, М 84, М 86, М 87 (источник радиоизлучения) и М 89; спиральные галактики: пересечённая М 58, яркая М 90, повёрнутая к нам ребром М 85 и большая, развёрнутая плашмя М 61. Почти с ребра видна галактика Сомбреро (М 104), названная так из-за мощной тёмной пылевой линии, проходящей вдоль экваториальной плоскости. В созвездии Девы расположен ярчайший квазар 3C 273 (12-я видимая звёздная величина), наиболее далёкий объект, доступный любительскому телескопу (красное смещение z=0,158; расстояние 3 млрд св. лет).

## Наблюдение
Как правило, Солнце находится в созвездии с 16 сентября по 30 октября (по другим данным — с 17 сентября по 30 октября). В средних широтах созвездие видно в самом конце осени (со второй половины ноября), зимой, весной и в первой половине лета (до начала июля). Наилучшие условия для наблюдений в марте—апреле. Видно на всей территории России.

## История

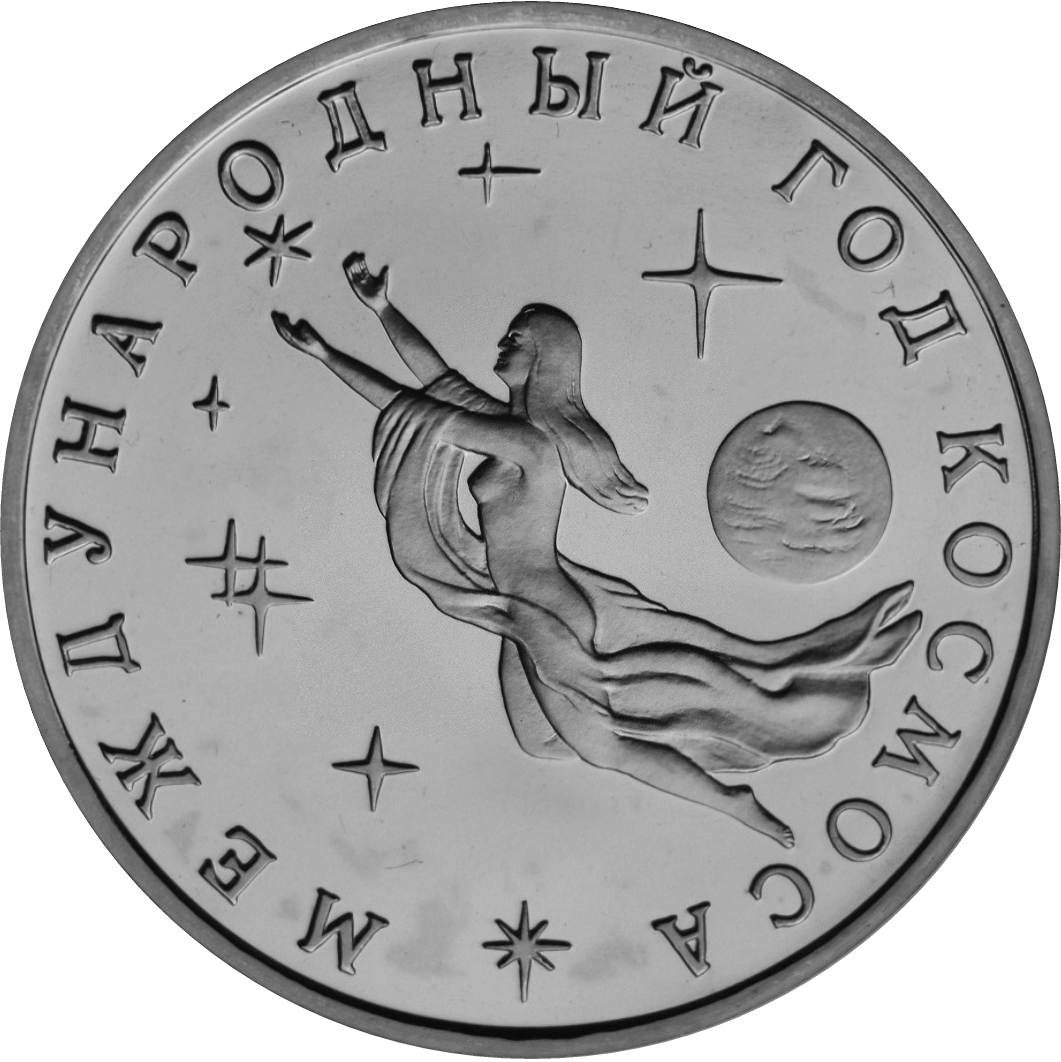
Российская памятная монета «Дева»

Древнее созвездие. Включено в каталог звёздного неба Клавдия Птолемея «Альмагест». Греки видели в этом созвездии самых разных богинь и героинь (например, афиняне — Эригону), однако наиболее распространена версия, что это — Деметра, дочь Кроноса и Реи, богиня плодородия и земледелия, мать Персефоны.
На изображениях Дева держит колос, по расположению соответствующий звезде Спика. Другая яркая звезда созвездия — Виндемиатрикс, (Vindemiatrix — лат. «винодельница»). Считали, что это — превращённый в звезду юноша Ампел, возлюбленный Диониса, бога плодоносящих сил земли и виноделия.